# Club 40/40
Le Club 40/40 (40/40 Club) est une chaîne américaine de bars sportifs et clubs "lounge". Les propriétaires de la marque sont le rappeur Jay-Z, Desiree Gonzalez et Juan Perez. Le nom des établissements renvoie à une expression dans la ligue majeure de baseball qui "rangeait" dans le 40-40 Club les joueurs ayant fait 40 home runs et 40 stolen bases en une saison.

## Ouvertures
- Le 1er club 40/40 est ouvert à New York le 18 juin 2003, celui d'Atlantic City suivra le 25 octobre 2005.
- Le 30 décembre 2007, un 3e club est ouvert en grande pompe dans l'hôtel-casino The Palazzo à Las Vegas.

## Le style 40/40
Les clubs 40/40 sont connus pour leur musique et les allusions aux sports, le tout dans une ambiance chic. Cependant les clubs sont très liés au monde du hip-hop notamment grâce à Jay-Z qui y fait référence dans ses chansons. Par exemple dans "Dirt Off Your Shoulder" sur son Black Album, il dit : "Now you chillin with a boss bitch of course, SC on the sleeve at the 40/40 club ESPN on the screen". Par ailleurs, le clip vidéo de titre "Like That" de Memphis Bleek a été tourné au 40/40 de New York.